# Brian Mitchell
Brian Cecil Mitchell (Johannesburg, 30 agosto 1961) è un ex pugile sudafricano, riconosciuto fra i più grandi pugili di ogni tempo dalla International Boxing Hall of Fame.

## Carriera
Professionista dal 1981, fu campione del mondo dei pesi superpiuma dal 1986 al 1991.